# وایب (گروه موسیقی)
وایب (ایسلندی: Væb، با حروف بزرگ نوشته می‌شود؛ تلفظ‌شده به صورت [ˈvai:p]، به معنای «vibe») یک گروه دونفره موسیقی الکترونیک اهل ایسلند است که از دو برادر، هالفدان هِلگی ماتیاسون (ایسلندی:Hálfdán Helgi Matthíasson؛ زادهٔ ۴ ژوئن ۲۰۰۳) و ماتیاس داوید ماتیاسون (ایسلندی: Matthías Davíð Matthíasson؛ زادهٔ ۷ دسامبر ۲۰۰۴) تشکیل شده است. این گروه نمایندهٔ ایسلند در یوروویژن ۲۰۲۵ با ترانهٔ «Róa» است.